# Kislúcs
Kislúcs (szlovákul Malá Lúč) Lúcs településrésze, egykor önálló falu Szlovákiában a Nagyszombati kerületben a Dunaszerdahelyi járásban.

## Fekvése
Dunaszerdahelytől 8 km-re délnyugatra fekszik.

## Története
1222-ben "terra Luche" alakban említik először. Kislúcs külön 1295-ben bukkan fel a pozsonyi vár tartozékaként. A lucsei Dóczy család ősi birtoka. 1468-ban Mátyás király oklevelében említik, majd 1524-ben II. Lajos oklevelében szerepel a község neve. A 16. században királyi birtok, később a Pálffy család birtoka, akik kúriát is építettek ide. 1720-ban 11 adózója volt. 1828-ban 25 házában 185 lakos élt, akik főként mezőgazdasággal foglalkoztak.
Vályi András szerint "Kis, és Nagy Lucse. Két falu Posony Vármegy. Kis Lucsenek földes Ura G. Pálfy Uraság, amannak pedig több Uraságok, lakosai katolikusok, fekszenek egy máshoz közel, Egyház Gellének szomszédságában, mellynek filiáji, földgyeik közép termékenységűek, rozsot teremnek, réttyek, legelőjök, erdejek nints, el adásra alkalmatos módgyok van."
Fényes Elek így ír a faluról: "Lucse (Kis), magyar falu, Pozson vmegyében, Ó-Gelléhez 1 fertálynyira: 185 kath. lak., urasági kastélyal, kerttel, sörházzal. F. u. a Pálffy fam. seniorátusa. Ut. p. Pozsonyon át Somorja."  Archiválva 2007. szeptember 27-i dátummal a Wayback Machine-ben
A trianoni békeszerződésig Pozsony vármegye Dunaszerdahelyi járásához tartozott. 1938 és 1945 között Magyarország része volt. Kislúcsot és Nagylúcsot 1960-ban egyesítették.

## Népessége
1910-ben Kislúcsnak 234 túlnyomórészt magyar lakosa volt.
2001-ben Lúcs 736 lakosából 704 magyar és 28 szlovák volt.

## Híres személyek
- Itt született 1920. április 10-én Zala József költő.

## Nevezetességei
- Pálffy-kastély